# Taifa de Valência
A Taifa de Valência ou taifa de Balansiya era um dos reinos de taifas criados após o fim do Califado de Córdova em 1010. Duraria até 1238, quando foi conquistada por Jaime I e criado o Reino de Valência.

## Primeira taifa

### Régulos eslavos
Após a queda do Califado de Córdova, a começo do século XI, Valência tornou-se capital de um Reino de Taifas e experimentou um importante crescimento urbanístico. Os primeiros caudilhos e criadores da Taifa foram Mubaraque e Almuzafar, que reinaram entre 1011—1020, funcionários públicos que tiveram certa independência e que estavam relacionados aos emires, que mesmo cunharam moeda.
Após estes dois régulos sucedeu-os Lebil de Tortosa, importante personagem amiri e eslavo como os anteriores régulos. Em 1019, pelas pressões do rei da taifa de Dénia, compartilhou o poder, embora finalmente abandonasse Valência e fosse para Tortosa. Como representante do partido amiri, escolheu um descendente de Almançor como regulo de Valência; este régulo tinha fugido da queda de Córdova e instalara-se em Saragoça. Este regulo seria Abdalazize ibne Amir.

### Dinastia amiri
Em 1021 chegou ao trono Abdalazize ibne Amir, neto de Almançor e de Sancho II de Navarra, fundando a dinastia amiri em Valência. Foi o rei que faria da Taifa de Valência uma das importantes da primeira metade do século XI.

Localização da Taifa de Valência

Na sua política exterior, passou de ter uma boa relação com os reis de Dénia e Baleares à hostilidade; nas suas lutas pediu ajuda os cristãos, como neto de Sancho II de Navarra. Teve guerras contra a Taifa de Almeria, cuja população chegou a nomeá-lo rei, mas por pouco tempo.
Durante o reinado de Abdalazize ibne Amir (1021 — janeiro de 1061) foi construída uma nova muralha, além do seu (palácio real. O arabista Henri Pérès no seu livro Esplendor de al-Ándalus, fala da beleza e grandiosidade do palácio:
| “ | compreendia um grande jardim plantado de árvores frutais e flores e um rio que o atravessava, e no centro encontrava-se o palácio, com pavilhões ricamente decorados, que se abriam ao jardim | ” |

Foi sucedido pelo seu filho Abedal Maleque ibne Abdalazize Almançor (r. 1061–1064). Como consequência das campanhas de Fernando I para controlar e cobrar párias, atacou e derrotou este régulo, apesar dos recursos enviados pelo seu sogro. Contudo, o rei castelhano-leonês não pôde aproveitar o triunfo. Enfermo, teve de voltar para a sua corte, onde faleceu, o que foi aproveitado por Almamune de Toledo para destronar o régulo valenciano, procedendo à incorporação da taifa de Valência à de Toledo (1064—1075).
Após a morte de Almamune de Toledo em 1075, Abu Becre ibne Abdalazize, filho também de Abdalazize ibne Amir ocupou o trono (1075—1085), mas não chegou a cunhar moeda. Parece que neste momento Valência gravitou entre as duas taifas setentrionais mais importantes, a taifa de Saragoça e a de Toledo, com ligações matrimoniais entre ambas as taifas. Abu Becre ibne Abdalazize foi sucedido pelo seu filho Otomão ibne Abu Becre (1085—1086), que reinou pouco tempo. Com ele acabou esta dinastia.

### Outros régulos
Otomão ibne Abu Becre foi destronado por Afonso VI e as tropas cristãs, pondo no seu lugar como rei a Alcadir (r. 1086–1092) anterior rei da taifa de Toledo, posteriormente, um cádi de Valência, reuniu os elementos anti Alcadir destronando-o e como consequência de um motim assassinando a Alcadir. Este cádi, Jafar ibne Abedalá ibne Iaafe (1092—1094), foi o último rei antes da ocupação de Valência por el Cid em vingança pela morte de Alcadir. El Cid, conhecedor da história e tradições do Islã, deu-lhe a Iaafe o castigo levado a cabo por Maomé contra um dos seus inimigos.

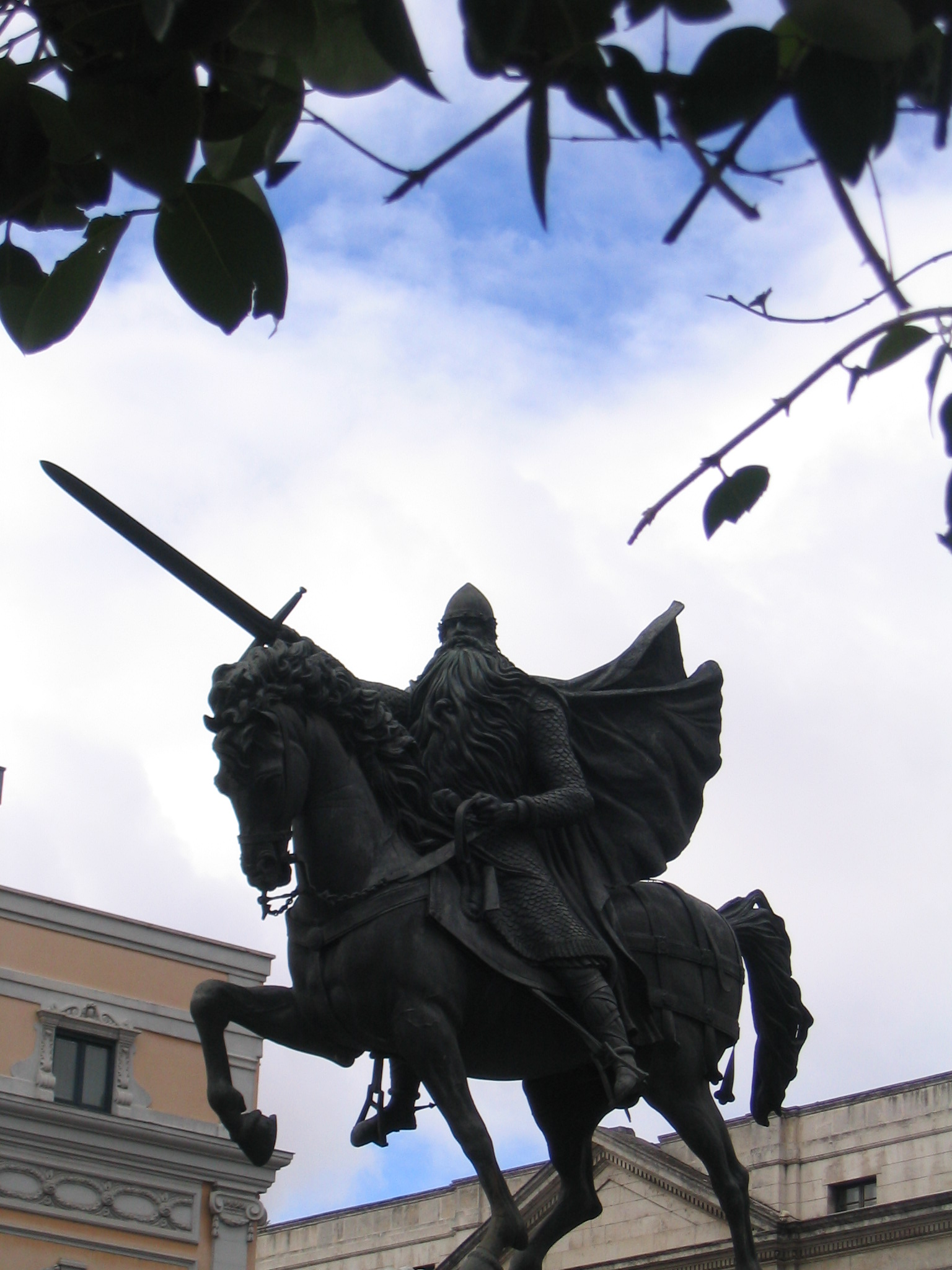
Estátua do El Cid

## El Cid e Jimena (1094-1102)
A Taifa foi conquistada por El Cid, que entrou na cidade a 17 de junho de 1094 e reinou como príncipe independente.
El Cid faleceu em Valência a 10 de julho de 1099. A sua esposa, Jimena, conseguiu defender a cidade com a ajuda do seu genro Raimundo Berengário III de Barcelona. Porém, a 4 de maio de 1102 o rei Afonso VI de Castela, considerando as dificuldades de defender a cidade, ordenou evacuá-la e incendiá-la. Um dia depois, 5 de maio de 1102, Valência caiu em poder dos Almorávidas comandados pelo caudilho militar Mazdalī.

## Os Almorávidas (1102-1144)
Após a morte de El Cid em 1099 e do regresso da viúva Jimena Díaz para Castela em 1102, os Almorávidas ficaram com o poder em Valência no comando de Mazdalī, que governou a cidade por um ano de maneira rigorosa, embora um ano mais tarde fosse nomeado governador de Tremecém, sendo substituído como governador por Abu Abedalá Maomé ibne Fátima, que incorporaria a taifa de Albarracim aos Almorávidas e até mesmo prestaria ajuda a Almostaim II de Saragoça frente às acometidas de Alfonso o Batalhador.
Contudo, o império Almorávida entrou em decadência apenas ficar constituído. Afonso I de Aragão aproveitou a carência de coesão dos Almorávidas para tomar Saragoça em 1118, Calatayud em 1121 e Daroca em 1122.
As subidas de impostos para reforçar as muralhas defensivas de diferentes sítios do território almorávida provocou os primeiros distúrbios e ficou clara a disconformidade crescente do Alandalus com os seus governadores Almorávidas. Um deles, o prefeito sevilhano Ali ibn Majjuz, fugiu do Alandalus para o vale do Ebro, onde pactuou uma aliança com o rei Afonso I de Aragão para saquear e ocupar a terra de Valência, do mesmo jeito que o tinha feito poucas décadas antes.
Os Almorávidas responderam enviando um poderoso exército recém chegado do norte da África, que se uniu aos ginetes africanos dos governadores de Córdova e Múrcia para perseguir o rebelde ibne Majuz e Afonso I. A batalha foi travada em 1129 no castelo dos Alcalans (Monserrate), e dali saíram derrotados os Almorávidas. Segundo o poeta hispanomuçulmano ibne Alabar, a desastrosa derrota dos Alcalans fez perder popularidade aos Almorávidas no Alandalus e derivaria na proclamação dos segundos reinos de taifa na faixa oriental do Alandalus (a partir de 1144 em Valência).
Enquanto isso, em terras cristãs, em 1134 morrera Afonso I de Aragão e sucedera-o o seu irmão Ramiro II, que reinou em Aragão de 1134 a 1137; a sua filha Petronila casou com Raimundo Berengário IV de Barcelona, assim surgiu o primeiro monarca da Coroa de Aragão (1137—1162) (com a união do reino de Aragão e o condado da Catalunha). Durante este tempo Raimundo Berengário IV tomou Tortosa (1148), Lérida e Fraga (1149) e concertou com Afonso VII de Castela o Tratado de Tudilén (1151), no qual a futura conquista de Valência e Múrcia era adjudicada aos reis aragoneses.

### Revolta contra os Almorávidas (1144-1147)
Os aristocratas hispano-árabes iniciaram a revolta contra os dominadores Almorávidas. A rebelião estourou em 1144; porém, como acontecera em todas as anteriores revoltas andaluzes, carecia de coordenação, e as diferentes facções combatiam entre si, num período de anarquia. A rebelião foi encabeçada por Amade ibne Hude Almostancir, mais conhecido como Ceife Adaulá, filho do último rei hudi da Taifa de Saragoça, com prestígio entre os andaluzes ao ser o herdeiro dos Banu Hude. Induzido pelo seu ódio aos Almorávidas, pôs-se ao serviço do rei Afonso VII de Castela.
Ao estourar a revolta, Iáia ibne Ali ibne Gania (que fora governador de Valência)- comandava os Almorávidas, e situara o seu sobrinho Abu Maomé Abedalá ibne Gania como novo governador de Valência, a qual se sublevou contra os Almorávidas a 1 de março de 1145. A 2 de maio tomava o governo de Valência o cádi Abu Maleque Maruane ibne Abdalazize, que encomendou a defesa das fronteiras ao capitão Abedalá ibne Iade. Este capitão, que reconhecia a soberania de Ceife Adaulá, tomou Múrcia pouco depois. Enquanto isso, em Valência Abu Maleque Maruane ibne Abdalazize mostrava-se incapaz de governar e os seus soldados sublevaram-se e colocaram no seu lugar Abu Abedalá Maomé ibne Sade ibne Mardanis, que ocupava o cargo de vali de ibne Iade de Múrcia.
Ceife Adaulá entrou em Múrcia em janeiro de 1146, como rei da parte oriental do Alandalus, e foi recebido com grandes honras pelo governador ibne Iade. Depois, Abu Becre, filho de Ceife Adaulá, visitou Dénia e Valência, acompanhado polo mesmo ibne Iade, sendo também recebidos com honras.
Ceife Adaulá tentou desfazer-se da tutela dos castelhanos, mas Afonso VII de Castela, aliara-se agora com Ats-Tsagrí, governador de Cuenca e rival pessoal de Ceife Adaulá. Este último organizou um exército comandado pelo vali Abu Abedalá Maomé ibne Sade ibne Mardanis e formado por tropas de Valência, Alicante, Múrcia e Lorca, mas foi derrotado pelos castelhanos em Chinchilla a 4 de fevereiro de 1146. Nesta batalha faleceram Ceife Adaulá e Abu Abedalá Maomé ibne Sade ibne Mardanis. Ibne Iade sobreviveu, mas foi despojado do seu senhorio de Múrcia por ats-Tsagri, que governou de maio a setembro de 1146.
Contudo, ibne Iade reorganizou um exército com tropas de Valência, Alicante e Lorca, e marchou até Múrcia, a qual se sublevara contra ats-Tsagri, que morreu na revolta. Ibne Iade fez a entrada triunfal em Múrcia pela segunda vez a 13 de setembro de 1146. Porém, um ano depois morreu numa batalha contra os castelhanos. O vali que, em que pese à sua juventude, governava Valência de 1146 a 1147 era Abu Abedalá Maomé ibne Sade ibne Mardanis, filho de Abu Abedalá Maomé ibne Sade ibne Mardanis, e futuro rei das taifas de Múrcia e de Valência, que seria conhecido pelos cristãos como o "Rei Lobo".

## Segunda taifa (1147-1171)
Os almóadas, outra dinastia do norte da África, invadiram o Alandalus a meados do século XII. Após a experiência almorávida, pouco afortunada em terras valencianas, não foram bem recebidos na zona oriental do Alandalus. Em Valência e Múrcia Maomé ibne Mardanis (r. 1147–1172) fez-se pronto com o poder e conseguiu resistir o empuxo dos Almóadas até um ano antes da sua morte (1171).
Maomé ibne Mardanis, mercenário de origem incerta, que nascera em Peníscola, fez de Múrcia capital dos seus estados e nomeou seu irmão Abul Hajaje como governador de Valência, cargo que ocupou de 1146 a 1186. Conteve as tentativas de Aragão e Catalunha por conquistar Valência, graças aos tributos que se comprometeu a pagar a Raimundo Berengário IV (até 1161) para evitar que as suas terras corressem a mesma sorte que Tortosa, Lérida ou Almeria (as duas primeiras conquistadas recentemente pelo rei de Aragão e conde de Barcelona, 1148 Tortosa e 1149 Lérida e a segunda por Afonso VII em 1147 com o apoio catalano-aragonês e da República de Gênova), conquistadas recentemente. Comprometendo-se ao pagamento de 100 000 dinares de ouro, em troca disso Raimundo Berengário IV apoiá-lo-ia militarmente. Também fez um pacto com Pisa e Gênova de dez anos de duração, permitindo o estabelecimento de fábricas em Valência e Dénia. Chegou a adquirir a taifa de Guadix em 1152 que previamente atacaram os castelhano-leoneses. Em 1156-57 declarou-se vassalo de Afonso VII, entregando várias fortificações a Maomé ibne Mardanis.
Maomé ibne Mardanis foi um bom guerreiro, mas dilapidador, que exigia excessivos tributos aos seus vassalos, de modo que o seu irmão Abu Alhajaje entregou finalmente a taifa de Valência/Múrcia ao Califado Almóada em 1171, e continuou ele próprio como governador até a sua morte em 1186.

## Os almóadas 1172-1228

Estandarte da dinastia almóada.

Aproveitando a instabilidade que causou a morte do Rei Lobo, os cristãos tentaram obter Valência. Afonso II de Aragão conquistou Teruel em 1171, e fez uma incursão na cidade de Valência em 1172, frente da qual Abul Hajaje, que governou até 1186 submetido ao califa almóada, ofereceu-lhe duplicar o tributo que o seu irmão tinha pago aos reis de Aragão.
Em 1177, os castelhanos tomaram Cuenca com a ajuda de Afonso II de Aragão e, pelo tratado de Cazorla, foi estabelecida a futura delimitação das áreas de influência de Castela e de Aragão. No anterior tratado de Tudilén (1151), toda Valência até Orihuela e a maior parte de Múrcia, seriam para a Coroa de Aragão; porém, segundo o novo tratado, a área de influência de Aragão apenas chegaria à linha Biar—Busot, que no extremo inferior foi o limite das conquistas de Jaime I.
O sucessor de Alfonso II, Pedro II de Aragão, virou as suas ânsias expansionistas para a Occitânia, embora conseguisse sitiar e conquistar o Rincón de Ademuz em 1210. A perda de Ademuz afetou os almóadas e foi uma das razões para que Maomé Anácer organizasse a expedição que depois daria lugar à batalha de Navas de Tolosa. Dois anos mais tarde aconteceu o grande confronto entre cristãos e muçulmanos. O califa Maomé I organizou uma expedição e em 1212 foi travada a batalha de Navas de Tolosa, que acabou definitivamente com a supremacia muçulmana no Alandalus. Nesta batalha estavam confederados os reis Afonso VIII de Castela, o de Navarra Sancho VII, Afonso II de Portugal, Pedro II de Aragão, as tropas das Ordens Militares de Santiago, Calatrava, Templário e São João (Malta), além de voluntários europeus. Os muçulmanos eram capitaneados por Maomé I, irmão do futuro governador de Valência Zaíde Abu Zaíde.
O exército cristão obteve uma grande vitória a 16 de julho de 1212. Um ano depois faleceu Pedro II de Aragão na batalha de Muret, e foi sucedido no trono pelo seu filho Jaime I, proclamado rei em 1214, com seis anos de idade. Enquanto isso, Zaíde Abu Zaíde começou a reinar na zona oriental do Alandalus, apenas poucos dias após a derrota das Navas de Tolosa
Nem os almóadas nem os Almorávidas conseguiram fusionar os hispano-árabes com os norte-africanos numa unidade política estável. Apenas estabelecidos os califas almóadas, os seus domínios começaram a desagregar-se. A situação de Valência, cidade adiantada na fronteira com os cristãos e afastada da capital almóada, motivou que os seus governadores, Zaíde Abu Abedalá (de 1190 a 1213) e o seu filho Zaíde Abu Zaíde (de 1213 a 1229) –neto e bisneto, respectivamente, do califa Abde Almumine, fundador do Califado Almóada, agissem com plena autonomia, e até mesmo se intitulassem reis, embora nunca cunhassem moeda nem negassem a sua submissão ao califa almóada.
Em 1224, Jaime I de Aragão pediu ajuda aos nobres para iniciar a conquista de Valência, desde Teruel, Zaíde Abu Zaíde pediu uma trégua a Jaime I. Este aceitou em troca da quinta parte das rendas de Valência e Múrcia. Para tirar pressão, em 1225, decidiu converter-se em vassalo do rei castelhano Fernando III. No verão de 1225, Jaime I tentou apoderar-se do castelo de Peníscola, mas os nobres aragoneses não o apoiaram e fracassou.
Zaíde Abu Zaíde, último governador almóada de Valência (incluindo Valência, Dénia, Játiva e indiretamente Múrcia), começou uma rebelião antialmóada na região da região oriental do Alandalus, encabeçada por ibne Hude Aldjudzani, que se apoderou de Múrcia em 1228 e dominou as regiões de Orihuela, Dénia, Gandia, Játiva e Alcira, i.e., a metade sul da região de Valência. ibne Hude Aldjudzani sitiou também a cidade de Valência, mas não pôde tomá-la, porque a cidade e os domínios a norte esta se mantiveram fiéis a Zaíde Abu Zaíde Em 1227, reconheceu Abde Almumine, anterior governador de Córdova e Sevilha, como califa almóada. Em 1228, recuperou os castelos de Villahermosa e Bejís, praças do norte valenciano ocupadas anteriormente pelos aragoneses.

## Terceira taifa 1228-1238
O pacto entre Jaime I de Aragão e Zaíde Abu Zaíde fizera que muitos muçulmanos se tivessem mudado ao bando encabeçado pelo neto do Abu Abedalá Maomé ibne Sade ibne Mardanis, Zaiane ibne Mardanis, natural de Onda, acreditando que Zaíde Abu Zaíde os atraiçoara por abandonar a lei de Maomé. Dada a pressão de Zaiane e os seus seguidores, Zaíde Abu Zaíde abandonou a cidade de Valência e marchou para o norte (Segorve, Argelita, Castelo de Villamalefa...). Zaiane terá entrado triunfalmente na cidade de Valência em janeiro de 1229, embora não chegasse a tornar-se rei. Desde Múrcia, o rebelde antialmóada ibne Hude Aldjudzani, sitiou a cidade de Valência pressionando Zaiane para que a abandonasse, mas uma ameaça de Castela fez com que ibne Hude Aldjudzani se retirasse para Múrcia. Tudo este desordem na cidade de Valência fez crescer as ânsias de Jaime I por tentar novamente a conquista do Reino.
Zaíde Abu Zaíde, visando recuperar as posses que Zaiane lhe arrebatara, somou-se à conquista cristã, e uniu-se em Calatayud, em 1229, com Jaime I, por oferecer ajuda para a conquista da taifa de Valência. Neste tratado, Zaíde Abu Zaíde prometeu a Jaime I a quarta parte do que conquistasse e alguns castelos estratégicos como fiança do pacto. Em troca, o rei aragões prometeu ajudar-lhe e protegê-lo contra todos os que atacassem as suas posses neste reino ainda muçulmano.
Antes de iniciar a conquista da taifa de Valência, Jaime I conquistou Maiorca, pelo qual durante estes anos, tão somente uns poucos nobres catalano-aragoneses ajudaram Zaíde Abu Zaíde no norte. Incapaz de recuperar os castelos perdidos, Zaíde Abu Zaíde teve de aceitar um terceiro pacto, em 1232, no qual cedia todas as rendas da cidade de Valência e a sua horta. Conquistada Maiorca (1229), em 1232 Jaime I iniciou a conquista da taifa de Valência. Empezou pelo sítio de Burriana, que durara dois meses, caindo em julho de 1233. Imediatamente depois caíram todos os castelos a norte desta cidade, então capital de La Plana, entre os quais estava Peníscola, Castellón de la Plana, Borriol, Cavernas de Vinromá e Vilafamés.
Naquele momento quase todo o reino estava em poder de Zaiane ibne Mardanis, exceto os castelos de Segorve, Ayódar, Almenara, Puebla de Arenoso, Cirat, Llíria, Nules, Onda, Castillo de Villamalefa e alguns outras, que seguíam fiéis a Zaíde Abu Zaíde.
Em 1236, Zaíde Abu Zaíde converteu-se ao cristianismo, sendo batizado com o nome de Vicent Bellvis. O mesmo ano, cedeu todos os seus territórios ao bispado de Segorve, em mostra da sua conversão. Este mesmo ano assinou um quarto e definitivo acordo com Jaime I, no qual eram confirmados os acordos anteriores e convertia a toda a sua dinastia em vassalos de Aragão.
Após ser derrotado por Jaime I na batalha do Puig de Santa Maria, tornou-se forte na cidade de Valência. Em 1238, Jaime I sitiou a cidade de Valência, ajudado por nobres catalano-aragoneses e pelo próprio Zaíde Abu Zaíde. Após cinco meses de assédio conseguiu que Zaiane se rendesse, sem ter recebido a ajuda esperada do sultão da Tunísia. Entregou a Jaime I a cidade a 28 de setembro de 1238. Nos acordos de capitulação, Zahém pactuou com rei aragonês a sua saída e a dos seus das terras valencianas, através do porto de Cullera, para a Tunísia.

### Livros
- Coscollá, Vicente. Valencia musulmana[17] Valência : Carena, 2003. ISBN 84-87398-75-8
- Guichard, Pierre; Soravia, Bruna; Los reinos de taifas : fragmentación política y esplendor cultural (2005). Ed. Sarriá (Málaga) ISBN 84-95129-92-2
- Guichard, Pierre; Toponimia y geografía musulmana de Valencia. Saragoça : Anubar, D.L. 1979. ISBN 84-7013-132-X
- Huici Miranda, Ambrosio; Historia musulmana de Valencia y su región. 1970 Anubar ISBN 84-7013-031-5
- María Jesús Rubiera Mata .El Rey Lobo de Murcia, Ibn Mardanis (1147-1172): promotor de la construcción de alcázares viales. 2001, ISBN 84-490-2251-7, pp. 191-194
- Peña Pérez Burgos,Francisco Javier: El Cid Campeador: historia, leyenda y mito Dossoles 2000 ISBN 84-87528-14-7
- Reilly, Bernard F.; Reconquista y repoblación de la Península. Diario El País. ,2007 ISBN 978-84-9815-768-0 . Reed. de Cristianos y musulmanes (1031-1157). 1992. Crítica. ISBN 84-7423-555-3
- Sanchís Guarner, Manuel: La ciutat de Valencia : (síntesi d'historia i de geografía urbana). (1983)4. ed. Ayuntamiento de Valencia. ISBN 84-500-4834-6
- Tarradell, Miquel, Sanchís Guarner, Manuel. Prehistòria i antiguitat : época musulmana. 1996 1ª ed., 3ª imp. ISBN 84-297-2882-1

### Revistas
- Rubén-Lot García Lerga, Almudena Ruiz Sánchez: Las acuñaciones monetarias en la Taifa de Valencia (s. XI), Arse: Boletín anual del Centro Arqueológico Saguntino. ISSN 0213-8026, Nº 37, 2003, pags.93-124